# Донзелли, Валери
Валери Донзелли (фр. Valérie Donzelli; род. 2 марта 1973, Эпиналь, Франция) — французская актриса, режиссёр и сценаристка.

## Биография
Валери Донзелли родилась в городке Эпиналь в департаменте Вогезы во Франции. Выросла в Кретее, вблизи Парижа. В возрасте 14 лет Валери вместе с семьей переехала в Лилль, вернувшись в Париж в 19 лет. После окончания школы она училась на архитектора, но быстро бросила это занятие и начала выступать в театре при муниципальной консерватории X округа Парижа. Зарабатывала на жизнь, работая в одной из парижских пекарен. Случайное знакомство с актером Жереми Элькаймом стало поворотным пунктом в её биографии. Благодаря Элькайму, который стал её спутником жизни и коллегой по работе, Донзелли вошла в мир кинематографа.
Карьеру в кино Валери Донзелли начинала, снимаясь в короткометражных и не очень популярных фильмах. Но именно на этих съемках она получила необходимого ей опыта актрисы. Всего актриса снялась почти в 60-ти кино-, телевизионных фильмах и сериалах.
Как режиссёр Валери Донзелли дебютировала в 2009 году фильмом «Королева дур», где соавтором сценария выступил Жереми Елькайм. Фильм, в котором Донзелли также сыграла главную роль стал успешным, чем ожидалось. Он был представлен на Международном кинофестивале в Локарно . Несмотря на низкий бюджет, фильм собрал 30 000 просмотров, что можно рассматривать как его успех.
Мировую известность Донзелли принес её второй полнометражный фильм «Я объявляю войну», в котором Валери выступает одновременно соавтором сценария, а также режиссёром и исполнительницей главной роли. Фильм, в работе над которым также принимал участие, теперь уже бывший партнер Донзелли Жереми Элькайм, был вдохновлен их личной жизнью, когда они боролись с раком у своего 18-месячного сына. Лента была представлена на 64-м Каннском международном кинофестивале и она была положительно воспринята и зрителями, и кинокритиками во Франции. Фильм также участвовал в отборе на премию «Оскар» Американской киноакадемии за лучший иностранный фильм 2012 года, но не попал в финал.
Донзелли сняла Жереми Элькайма и в своей следующей ленте «Твоя рука в моей руке» с Валери Лемерсье в главной роли.
Фильм Валери Донзелли 2015 году «Маргерит и Жульен» боролся за «Золотую пальмовую ветвь» в основной конкурсной программе на 68-м Каннском международном кинофестивале 2015 года.
В 2013 году Валери Донзелли входила в состав жюри Международного кинофестиваля в Локарно. В 2016 году возглавила жюри Международной недели критиков 69-го Каннского кинофестиваля.
В 2023 году на экраны вышел фильм Донзелли «Только ты и я».